# 巴夫半島

巴夫半島在南喬治亞島的位置

巴夫半島（英語：Barff Peninsula），是英國海外領土南喬治亞與南桑威奇群島的半岛，位於南喬治亞島昆伯蘭東灣的東面，在1775年由詹姆斯·庫克率領的英國探險隊發現。